# Hurtan

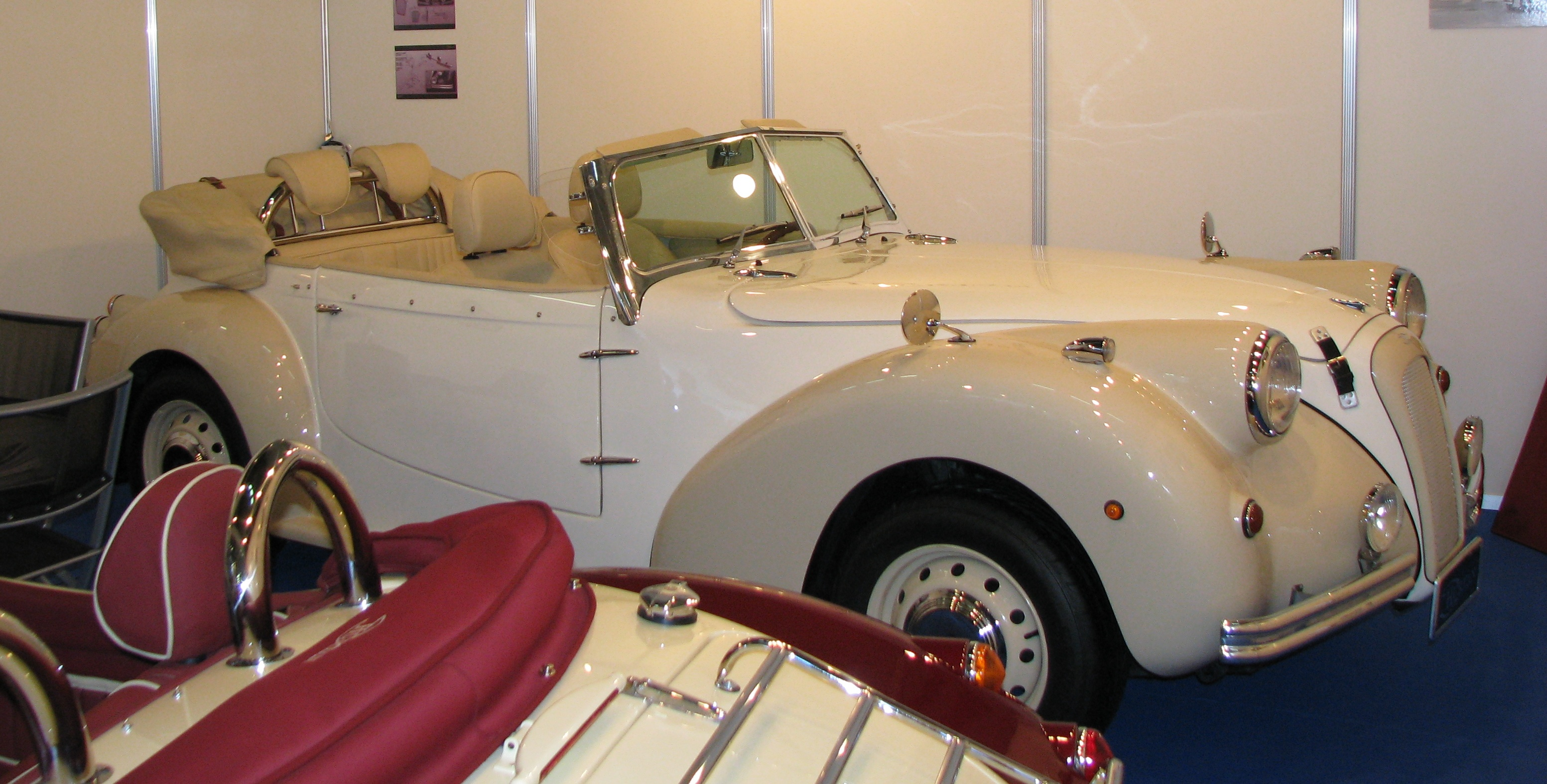
Hurtan

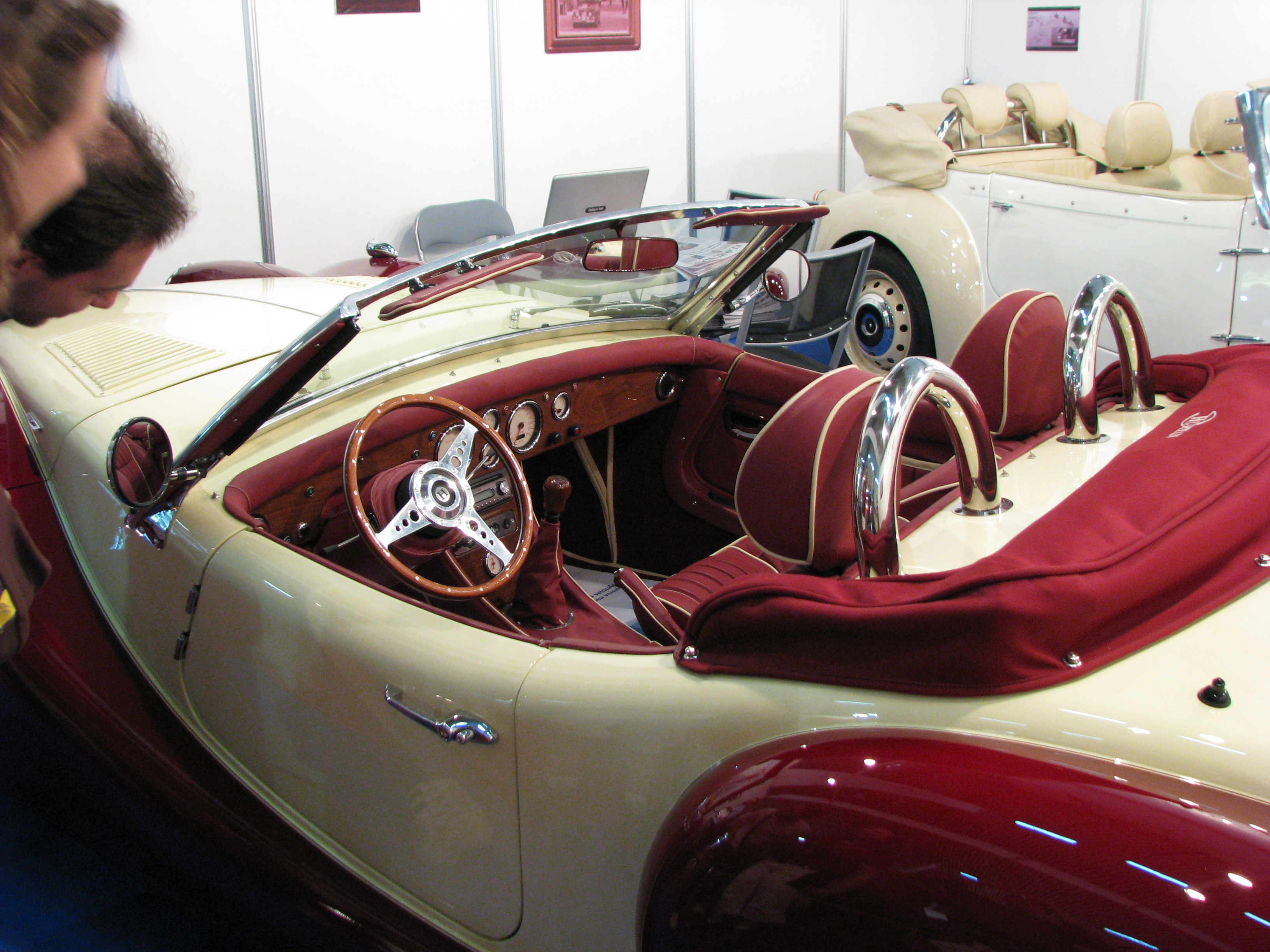
Interieur

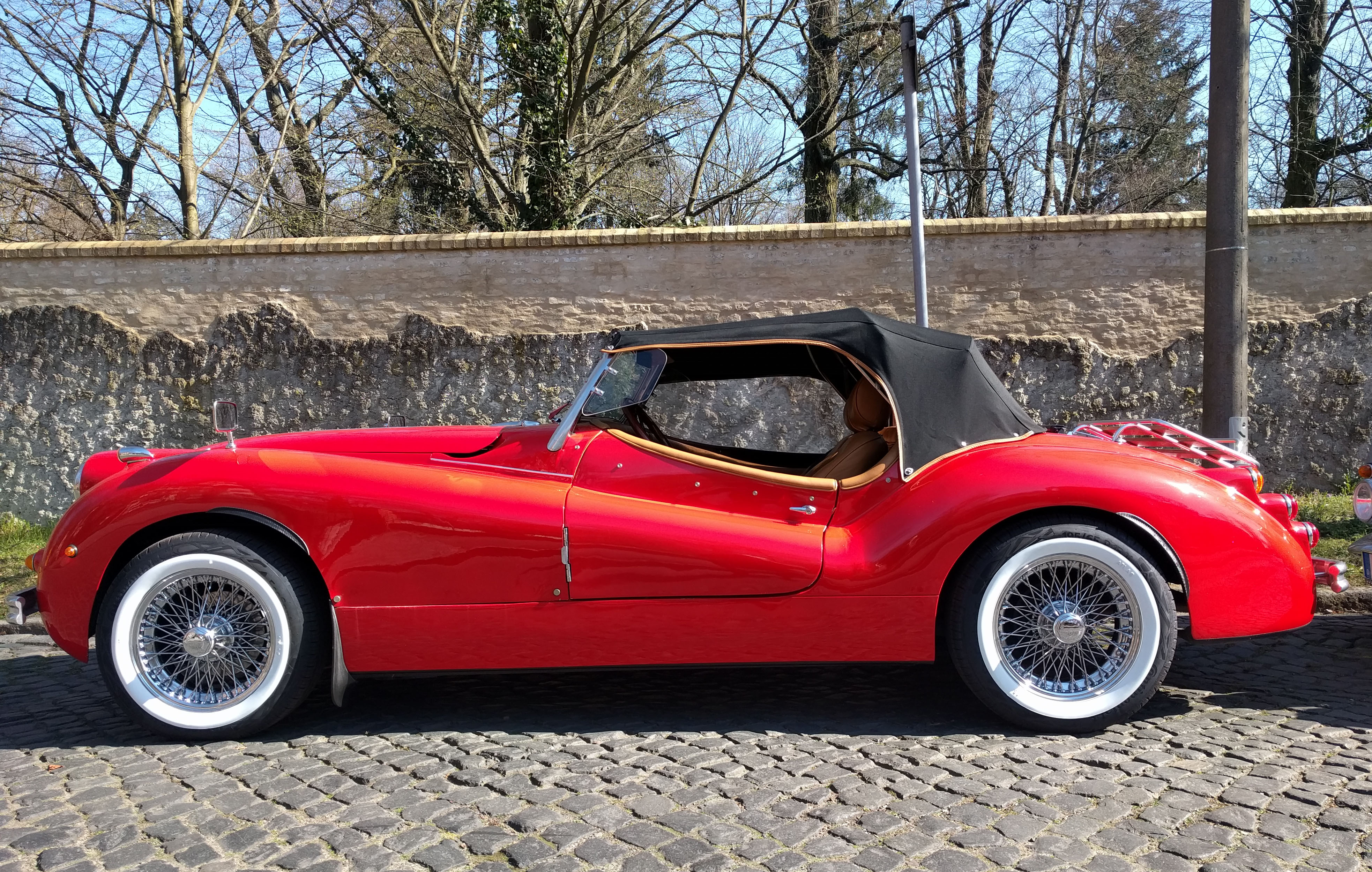
Hurtan Albaycin

Hurtan Desarrollos SL ist ein spanischer Hersteller von Automobilen.

## Unternehmensgeschichte
Juan Hurtado González (* 1943) stellte 1969 einen Prototyp her. 1996 gründete er das Unternehmen in Maracena und begann mit der Produktion von Automobilen. 2008 zog das Unternehmen nach Santa Fe.
Aktuell führen Juan Ignatio, Rosa und Francisco, die Kinder des Unternehmensgründers, die Geschäfte.

## Fahrzeuge
Das Unternehmen stellt Fahrzeuge her, die optisch an Fahrzeuge der 1930er Jahre und 1950er Jahre erinnern. Karosserie, Armaturenbrett und Verblendungen werden von den sieben Mitarbeitern der Firma in Handarbeit gefertigt. Zwei bis drei Fahrzeuge verlassen pro Monat das Werk. Modellübergreifend entstanden so rund 800 Fahrzeuge.
1997 wurde das zweisitzige Modell, der auf dem Renault R4 basierende Roadster T2 vorgestellt. 2000 folgte das viersitzige Modell T2+2. 463 Stück wurden insgesamt gebaut, bis 2002 wegen gestiegener Anforderungen der EU hinsichtlich Sicherheit und Schadstoffen die Produktion eingestellt wurde.
Die Modellreihe Albaycín wurde 2003 vorgestellt und umfasst aktuell die Modelle Albaycín 2 Plazas, Albaycín 4 Plazas und Grand Albaycín. Fahrgestelle und Motoren stammen vom Renault Clio und vom Mazda MX-5. Die Motoren leisten zwischen 60 und 184 PS.
Zum 25-jährigen Bestehen des Unternehmens wurde das sechste Modell mit dem Titel Author vorgestellt. Der vorne querliegende Vierzylinder-Turbo besitzt einen Hubraum von 2429 cm³. Es existieren die Motorvarianten mit 105 kW (143 PS) und 164 kW (223 PS). Das Fünfgang-Schaltgetriebe oder die Automatik treibt die Vorderräder an. Bei einem Leergewicht von 1580 kg erreicht das Fahrzeug die Geschwindigkeit von 100 km/h nach 10,3 oder 7,5 Sekunden, die Spitzengeschwindigkeit beträgt 185 km/h bzw. 221 km/h. Der Preisrahmen für das 4700 mm lange Fahrzeug liegt zwischen 35.000 und 45.000 Euro.
2019 wurden die ersten neuen Vintage Modelle auf Basis von Jeep Wrangler Sahara Fahrzeugen gebaut. In Spanien werden diese auch mit Gas betrieben.

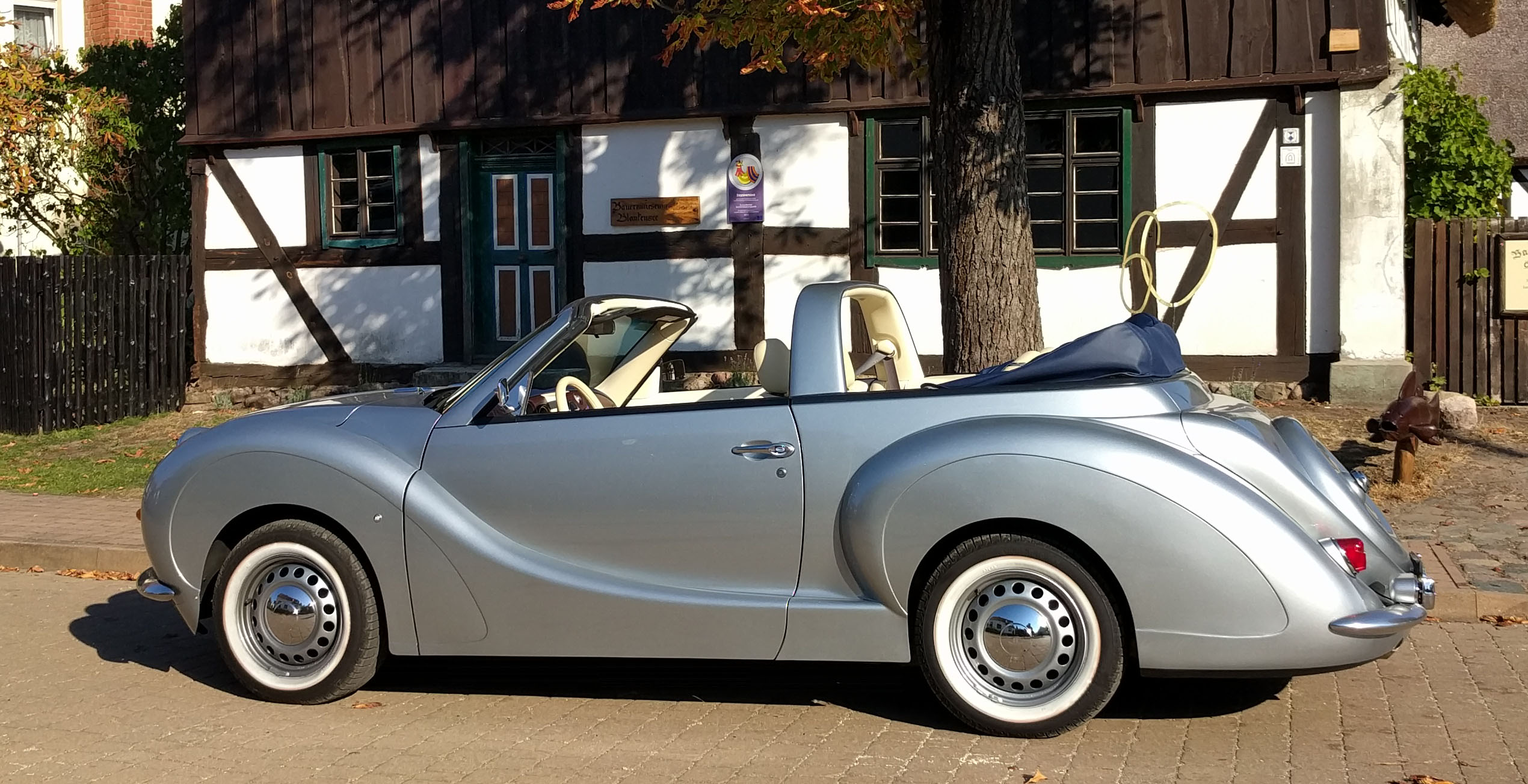
Hurtan Author

2020 soll der elektrisch angetriebene Velantur in Serie gehen, von dem bereits ein Prototyp existiert und der eine Reichweite von 300 Kilometern haben soll.
2020 wurden die ersten Route 44 commerziellen Fahrzeuge auf Fiat Ducato Basis im Look der 50er Jahre ausgeliefert. Diese haben eine Euro 6 Zulassung mit 3,500 kg und 2,300cc und können als Lieferfahrzeug, mobiles Büro oder Foodtruck genutzt werden.
Juan Ignatio Hurtado González arbeitet zudem an einem neuen T2, der 2019 marktreif sein soll. Der Roadster wird mit eigenem Chassis und Ford-Technik gebaut. Vorgesehen sind Benzinmotoren mit zwei Liter (210 PS) sowie drei Liter Hubraum (326 PS). Diese Fahrzeuge sollen Kunden im arabischen Raum ansprechen.

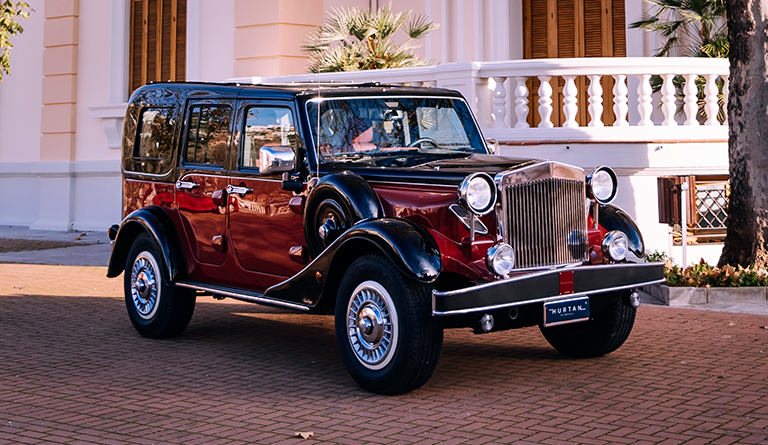
Hurtan Vintage

Hurtan entwirft seine eigenen Retro Classic Karosserien, die von Hand auf gebrauchte oder neue sogenannte Spender Chassis mit Benziner oder Diesel Motoren aufgebaut werden. Beim alten T2 ist die Basis ein Renault, beim Author ein Daimler Chrysler PT Cruiser und beim Vintage ein Jeep Wrangler. Die verschiedensten Kundenwünsche können realisiert werden, wie zum Beispiel ein Hardtop Author oder ein Vintage mit Schiebedach und großer Heckklappe.
Die Cabrio Versionen T2 und Author wurden bereits in Deutschland vom TÜV geprüft und zugelassen. Dies soll 2020 auch mit dem Modell Vintage passieren. Informationen sind über den Hurtan Club Deutschland erhältlich.
Auf Basis des Mazda MX-5 präsentierte der Hersteller im Januar 2021 den Grand Albaycin.